# Кнобельсдорф, Манфред фон
Манфред фон Кнобельсдорф (нем. Manfred von Knobelsdorff, 15 июня 1892, Берлин, Шпандау — 1965) — комендант замка Вевельсбург (1935—1938), оберштурмбаннфюрер СС (24 января 1938 года).

## Биография
Манфред фон Кнобельсдорф родился 15 июня 1892 года в дворянской семье. Участник Первой мировой войны, за боевые заслуги был награждён Железным крестом 2-го и 1-го класса. В 1919 году был уволен из армии в звании капитана. Работал на парфюмерной фабрике. Женился на Ильзе Дарре, сестре Рихарда Дарре. Член НСДАП (билет № 718 932) и СС (билет № 112 799).
В начале 1934 года с женой и детьми переехал в замок Вевельсбург, 12 февраля 1935 года назначен его комендантом. Он был ответственным за организацию и проведение различных ритуалов и праздников в Вевельсбурге и окрестностях, таких как свадьбы, крещения и Праздник летнего солнцестояния.
Был другом Карла Марии Вилигута и последователем его идей ирминизма. Кнобельсдорф писал Вилигуту письма с уверениями в «ирминистской преданности», постоянно свидетельствуя о своём интересе к старой религии. 24 января 1938 года был смещён с поста коменданта Вевельсбурга, а 30 января на его место назначен Зигфрид Тауберт. С 1939 года на службе в армии. После 1945 года работал торговым представителем.

## Звания в СС
- Штурмфюрер СС: 07.02.1934
- Оберштурмфюрер СС: 09.11.1934
- Гауптштурмфюрер СС: 28.05.1935
- Штурмбаннфюрер СС: 29.01.1936
- Оберштурмбаннфюрер СС: 24.01.1938

## Награды
- Железный крест, 1-го класса (обр. 1914)
- Железный крест, 2-го класса (обр. 1914)
- Почётный крест ветерана войны
- Шеврон старого бойца
- Кольцо «Мёртвая голова»
- Почётная сабля рейхсфюрера СС